# 和囉哩
和囉哩（？—1707年）号“巴图尔额尔克济农”，清朝阿拉善厄鲁特旗扎萨克多罗贝勒。阿拉善亲王之祖。

## 生平
和囉哩是元太祖之弟哈巴图哈萨尔的后裔。固始汗之孙，巴延阿布该阿玉什之子。康熙三十六年（1697年），获封札萨克多罗贝勒。康熙四十六年（1707年），和囉哩逝世。